# دانيل بروكبانك
دانيل بروكبانك (بالإنجليزية: Daniel Brocklebank)‏ هو ممثل بريطاني، ولد في 21 ديسمبر 1979 بستراتفورد في المملكة المتحدة.

## أعمال

### أفلام
- (1998) شكسبير عاشقا[6]
- (2001) الثقب

## وصلات خارجية
- دانيل بروكبانك على موقع IMDb (الإنجليزية)
- دانيل بروكبانك على موقع أول موفي (الإنجليزية)
- دانيل بروكبانك على موقع قاعدة بيانات الفيلم (الإنجليزية)